# 朝鲜海峡

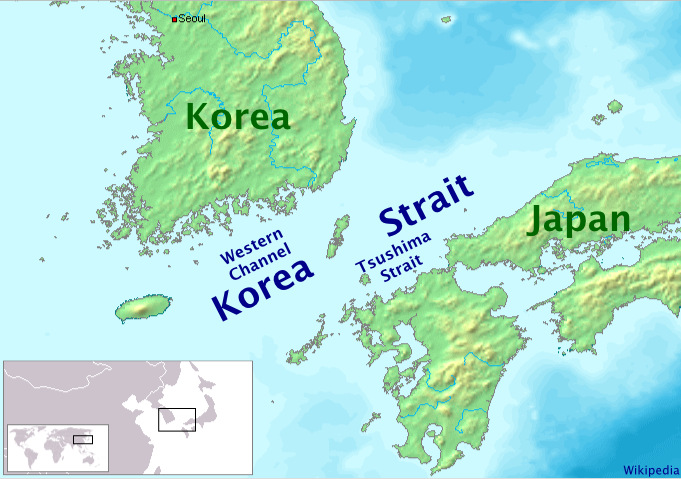
朝鲜海峡位置图。

朝鮮海峽（日语：／ Chōsen kaikyō */?，韩语：／ Daehan haehyeop */?，朝鲜语：／ Chosŏn haehyŏp */?），是韓國和日本兩國之間的海峡，連接黄海、東海和日本海之間的要道，有廣義和狹義兩種用法。
廣義的朝鲜海峡指位於朝鲜半岛和九州岛之間的整條水道。朝鮮民主主義人民共和國稱朝鮮海峽（조선해협）、大韓民國稱大韓海峽（대한해협）、日本則是對馬海峡（対馬海峡）。
狹義的朝鲜海峡指朝鲜半島與對馬島之間的水道，寬67公里，平均水深95米。和南韓均稱為釜山海峡（釜山海峽），日本則稱為朝鮮海峡（朝鮮海峡）或對馬海峡西水道（対馬海峡西水道）。